# Elección de la Cámara de Representantes de Libia de 2014
En Libia se realizaron elecciones para la Cámara de Representantes el 25 de junio de 2014. La Cámara de Representantes electa, sustituía al anterior Congreso General de la Nación elegido en 2012, y responsable de la nueva Constitución de Libia. Ese congreso, a su vez, era el sucesor del Consejo Nacional de Transición, entidad surgida en 2011.
Una vez finalizadas las elecciones, se presentaron dos demandas constitucionales ante el Tribunal Supremo de Libia. El 7 de noviembre de 2014, el LSC declaró inválida la enmienda al artículo 11 del párrafo 30 de la Declaración Constitucional, que establecía la hoja de ruta para la transición de Libia y las elecciones a la Cámara. Esto, por extensión, invalidó todo el proceso legislativo y electivo que condujo al establecimiento de la Cámara, incluida la elección. Por lo tanto, esto significó que la Cámara fue efectivamente disuelta. 
Debido a la controversia sobre las enmiendas constitucionales, la Cámara se negó a asumir el cargo del Congreso Nacional General (CNG) en Trípoli, que estaba controlado por poderosas milicias de la ciudad costera occidental de Misrata. En su lugar, establecieron su parlamento en Tobruk.
La comunidad internacional, a través de la Misión de Apoyo de las Naciones Unidas en Libia (UNSMIL), anunció el reconocimiento de la Cámara de Representantes y, por lo tanto, ignoró el fallo de la Corte Suprema. En ese momento se consideró poco realista disolver la Cámara.

## Participación
Se registraron para votar en las elecciones solo 1,5 millones de los 3,5 millones del censo electoral, el 41% del censo. Se emitieron en torno a 600.000 votos, con una participación en torno al 18%, muy por debajo del 60% de las anteriores elecciones de 2012. En relación con la abstención, previamente apenas un tercio de la población se había registrado para votar en las elecciones de febrero del mismo año.
Hasta finales de julio de 2014 no se empezaron a publicar los datos y resultados oficiales. El 21 de julio, el presidente de la comisión electoral anunció su intención de convocar para el 24 de julio a los partidos más votados para inaugurar el nuevo parlamento para la primera semana de agosto.

## Resultados
Debido al sistema electoral, que prohíbe las listas por partidos, los 1714 candidatos que se presentaron lo hicieron como independientes. De los 200 escaños, 188 fueron anunciados el 22 de julio, permaneciendo otros 12 sin datos, debido al boicot contra las elecciones o a la inseguridad ciudadana en algunos distritos electorales, en el marco de la llamada Operación Dignidad. Una parte importante de los escaños fueron adjudicados a facciones seculares, con un importante retroceso de los islamistas sobre el parlamento anterior (el Congreso General de la Nación), consiguiendo solo en torno a 30 escaños.